# Ectropis impos
Ectropis impos är en fjärilsart som beskrevs av Louis Beethoven Prout 1927. Ectropis impos ingår i släktet Ectropis och familjen mätare. Inga underarter finns listade i Catalogue of Life.